# 패티 야스타케
패티 야스타케(영어: Patti Yasutake, 1953년 9월 6일~2024년 8월 5일)는 미국의 배우이다. 일본계로 《스타 트렉》 시리즈에서 얼리사 오가와 간호사 역을 맡았다.

## 출연 작품
- 커버업(2008)
- 클로저(2005)
- 드롭 데드 고저스(1999)
- 스타 트랙 8 - 퍼스트 콘택트(1996)
- 스타 트랙 7 - 넥서스 트랙(1994)
- 블라인드 스팟(1993)
- 겅호(1986)

### 텔레비전
- 스타 트렉 - 넥스트 제너레이션 TV 시리즈(1987)
- 미녀 첩보원(1985~86, Scarecrow and Mrs. King)